# Leverano bianco
Il Leverano bianco è un vino DOC la cui produzione è consentita nella provincia di Lecce.

## Caratteristiche organolettiche
- colore: paglierino più o meno carico.
- odore: gradevole, leggermente vinoso, delicato.
- sapore: asciutto, morbido, armonico, caratteristico.

## Abbinamenti gastronomici
Si consiglia con piatti a base di pesce e con gli antipasti:
- bagnet verd: acciughe dissalate in salsa verde [1]
- acciughe sotto sale, dissalate e poste sott'olio
- pasta d'acciughe

## Produzione
Provincia, stagione, volume in ettolitri
- Lecce  (1990/91)  208,0
- Lecce  (1991/92)  715,0
- Lecce  (1992/93)  768,04
- Lecce  (1993/94)  512,13
- Lecce  (1994/95)  854,75
- Lecce  (1995/96)  768,23
- Lecce  (1996/97)  840,45